# Duvnäs kvarn

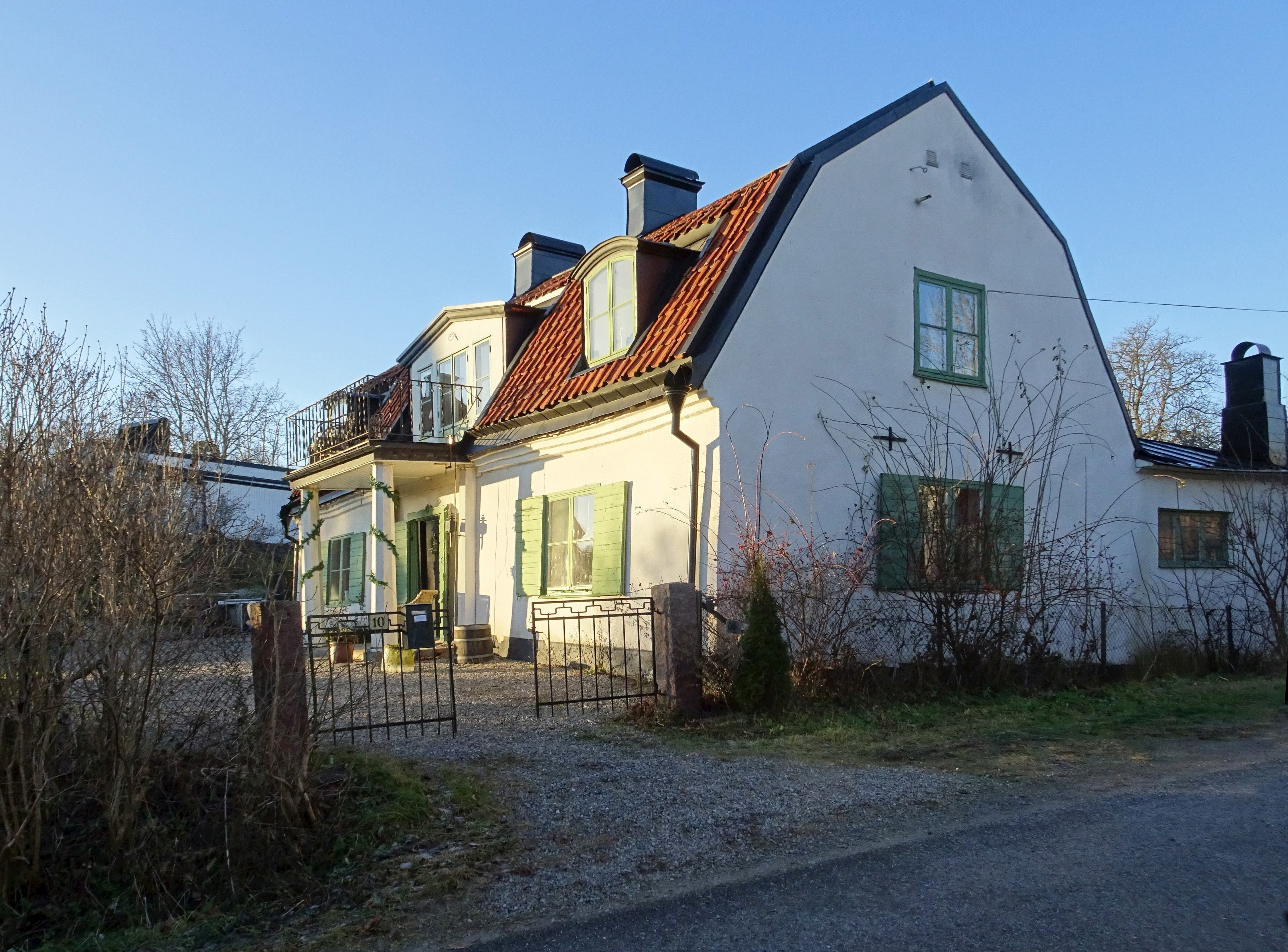
Kvarngården i december 2021.

Duvnäs kvarn var en vattenkvarn vid Duvnäsviken i Nacka socken belägen i nuvarande Saltsjö-Duvnäs i Nacka kommun. Efter kvarnen återstår Kvarngården som ligger vid Kvarnbacken 10. Byggnaden är från 1700-talets mitt och var mjölnarens bostad. Lokalgatan Kvarnbacken påminner om den tidigare verksamheten.

## Historia

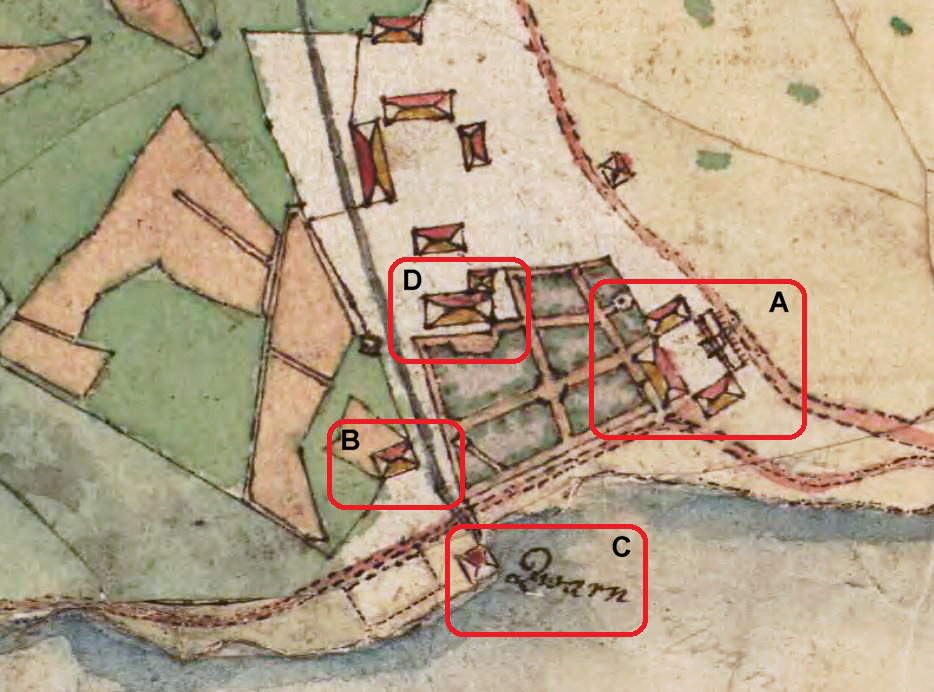
Duvnäs kvarn (B och C), 1782.

Av anteckningar från 1739 framgår, att till Duvnäs gård hörde en vattenkvarn. Själva kvarnanläggningen låg nere vid Dufnäs Fladan (nuvarande Duvnäsviken) direkt sydost om den ännu bevarade kvarnstugan. Kvarnens och mjölnarstugans läge (B och C) framgår på en karta från 1782. Öster om kvarnstugan syns Nedre Duvnäs med sin trädgård (A). 
Kvarnen drevs med vatten från den numera igenfyllda sjön Skvaltan och Långsjön som via tre anlagda dammar och kanaler samt rännor fördes ner till kvarnen och sedan ut i Duvnäsviken. Vid Skvaltan fanns också en kvarn kallad Järla kvarn. Det var en mindre skvaltkvarn därav sjöns namn Skvaltan.
När den skotske industrimannen Robert Finlay ägde Duvnäs gård på 1750-talet var Duvnäs kvarn en av Finlays industrier som omfattade även en nålfabrik, ett tegelbränneri och ett brännvinsbränneri. Bränneriet låg snett nordost om kvarngården och nyttjade samma vattenkraft som kvarnen. Hur länge kvarnen var i drift är inte känd, men på kartor efter 1840-talet finns ingen kvarn längre angiven. 
På ett fotografi från 1910 syns kvarnstugan ombyggd till sommarnöje med veranda i två våningar och riklig lövsågerier. Omkring 1915 beboddes stugan av konstnären Ernst Küsel. Hans far, Robert Herman Küsel (1819–1898), ägde Duvnäs gård efter 1863. Idag är kvarnstugan en privat villa.

Historiska bilder
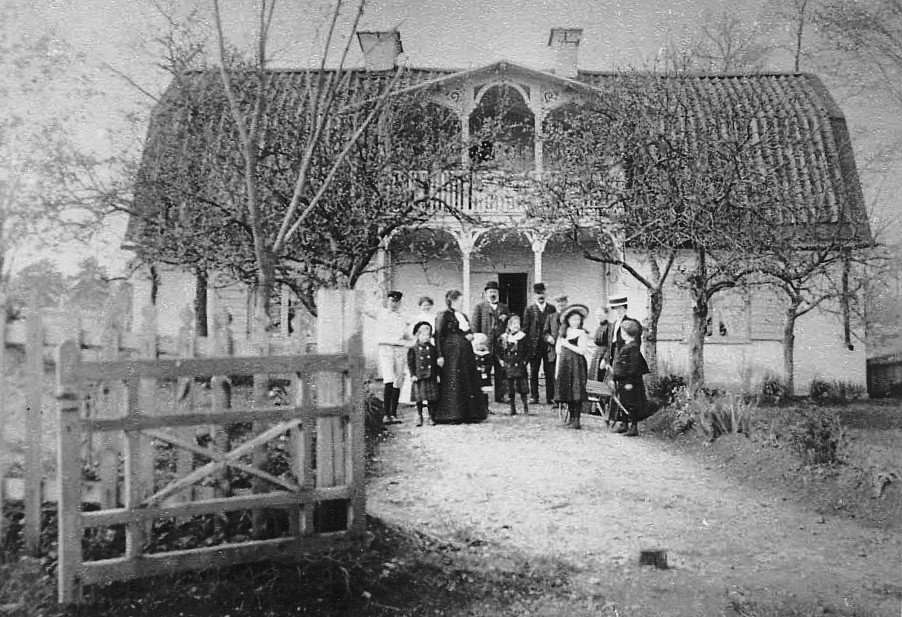
Kvarngården med veranda i snickarglädje 1910.
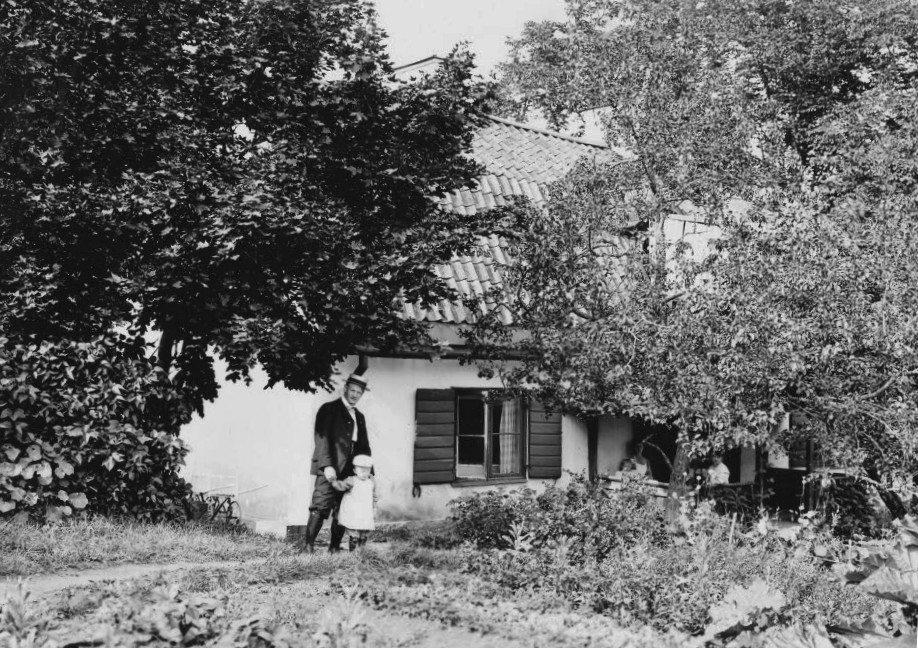
Kvarngården 1915. Framför byggnaden står konstnären Ernst Küsel med sonen Nils.
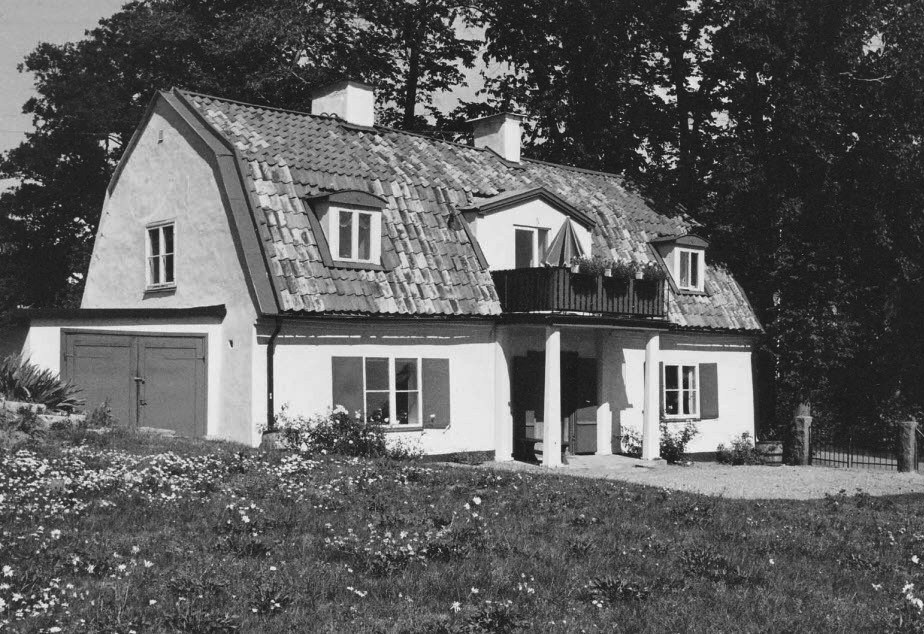
Kvarngården med dagens utseende på 1960-talet.